# بريت ويلسون
بريت ويلسون (بالإنجليزية: Brett Wilson)‏ هو لاعب اتحاد الرغبي نيوزلندي، ولد في 23 أغسطس 1957 في أوكلاند في نيوزيلندا.